# Niccolò Fabi (2001)
Niccolò Fabi è il quarto album in studio del cantautore italiano Niccolò Fabi, pubblicato nel 2001 dalla Virgin Records.

## Il disco
Prima pubblicazione realizzata interamente in lingua spagnola, per la sua realizzazione Fabi si è trasferito in Spagna per curare personalmente l'uscita di questo lavoro, che contiene alcune delle più apprezzate canzoni dei suoi tre album precedenti.
Le prime 5 canzoni sono state tradotte in spagnolo: Viento del norte, El sol azul e Dejarse en Roma sono rispettivamente le traduzioni di Vento d'estate, Il sole è blu e Lasciarsi un giorno a Roma dell'album Niccolò Fabi del 1998; mentre Si fuera e Agua sono le versioni di Se fossi Marco e Acqua dell'album Sereno ad ovest del 2000. Accanto a queste compaiono alcune tracce in italiano, compresa Il male minore (cover di Duncan Sheik registrata nel 1998).

## Tracce
1. Si fuera – 4:02
2. Viento del norte – 3:48
3. El sol azul – 5:08
4. Dejarse en Roma – 4:38
5. Agua – 4:43
6. Qualcosa di meglio – 4:11
7. Il male minore – 4:09
8. Ostinatamente – 5:07
9. Perché mi odi – 3:39
10. Capelli – 4:14
11. Rosso – 3:33
12. Scherzo – 4:27